# Condado de Crow Wing
El condado de Crow Wing (en inglés: Crow Wing) es un condado en el estado estadounidense de Minnesota. En el censo de 2000 el condado tenía una población de 55.099 habitantes. Forma parte del área micropolitana de Brainerd. La sede de condado es Brainerd. El condado fue fundado el 23 de mayo de 1857 y fue nombrado en honor al río Crow Wing.

## Geografía
Según la Oficina del Censo, el condado tiene un área total de 2.995 km² (1.157 sq mi), de la cual 2.581 km² (997 sq mi) es tierra y 414 km² (160 sq mi) (13,83%) es agua.

### Condados adyacentes
- Condado de Aitkin (noreste)
- Condado de Mille Lacs (sureste)
- Condado de Morrison (suroeste)
- Condado de Cass (noroeste, norte)

## Autopistas importantes
- Ruta estatal de Minnesota 5
- Ruta estatal de Minnesota 18
- Ruta estatal de Minnesota 25
- Ruta estatal de Minnesota 210
- Ruta estatal de Minnesota 309
- Ruta estatal de Minnesota 371

## Demografía
En el  censo de 2000, hubo 55.099 personas, 22.250 hogares y 15.174 familias residiendo en el condado. La densidad poblacional era de 55 personas por milla cuadrada (21/km²). En el 2000 había 33.483 unidades habitacionales en una densidad de 34 por milla cuadrada (13/km²). La demografía del condado era de 97,64% blancos, 0,31% afroamericanos, 0,78% amerindios, 0,28% asiáticos, 0,01% isleños del Pacífico, 0,20% de otras razas y 0,78% de dos o más razas. 0,69% de la población era de origen hispano o latino de cualquier raza. 
La renta promedio para un hogar del condado era de $37.589 y el ingreso promedio para una familia era de $44.847. En 2000 los hombres tenían un ingreso medio de $33.838 versus $22.896 para las mujeres. La renta per cápita para el condado era de $19.174 y el 9,80% de la población estaba bajo el umbral de pobreza nacional.

## Localidades

### Ciudades y pueblos
| - Baxter - Brainerd - Breezy Point | - Crosby - Crosslake - Cuyuna | - Deerwood - Emily - Fifty Lakes | - Fort Ripley - Garrison - Ironton | - Jenkins - Lake Hubert - Manhattan Beach | - Nisswa - Pequot Lakes | - Riverton - Trommald |

### Municipios
| - Municipio de Bay Lake - Municipio de Center - Municipio de Crow Wing - Municipio de Daggett Brook - Municipio de Deerwood - Municipio de Fairfield - Municipio de Fort Ripley - Municipio de Gail Lake - Municipio de Garrison | - Municipio de Ideal - Municipio de Irondale - Municipio de Jenkins - Municipio de Lake Edward - Municipio de Little Pine - Municipio de Long Lake - Municipio de Maple Grove - Municipio de Mission - Municipio de Nokay Lake | - Municipio de Oak Lawn - Municipio de Pelican - Municipio de Perry Lake - Municipio de Platte Lake - Municipio de Rabbit Lake - Municipio de Roosevelt - Municipio de Ross Lake - Municipio de St. Mathias - Municipio de Timothy - Municipio de Wolford |

### Lugares designados por el censo
- Merrifield

### Territorios No Organizados
- First Assessment
- Second Assessment